# Samarangia lewinsohni
Samarangia lewinsohni is een tweekleppigensoort uit de familie van de Veneridae. De wetenschappelijke naam van de soort is voor het eerst geldig gepubliceerd in 2011 door Mienis.